# Zračni promet
Zračni promet je proces premještanja, odnosno prijevoza osoba i/ili stvari zračnom plovidbom, kao i bilo koja druga uporaba ili djelovanje u zračnom prostoru.

## Podjela
Osnovna podjela zračnog prometa je ona na civilni i vojni. Vojni zračni promet je zračni promet u kojem sudjeluju hrvatski i inozemni vojni zrakoplovi, a koji isključivo služi u vojne svrhe. 
Civilni zračni promet je sav zračni promet osim vojnoga zračnog prometa i dijelimo ga na:
- Javni zračni promet u koji spada linijski i povremeni prijevoz osoba ili stvari.

Linijskim zračni promet uključuje redovni komercijalni prijevoz osoba i/ili stvari, koji je dostupan svima pod jednakim uvjetima, a obavlja se na unaprijed utvrđenim linijama, prema unaprijed utvrđenom redu letenja i po objavljenim cijenama i općim uvjetima prijevoza.
Povremeni zračni promet uključuje komercijalni prijevoz osoba i/ili stvari koji nije linijski, a koji se obavlja uz posebno ugovorene uvjete (čarter prijevoz (pojedinačni ili serijski)), taksi-prijevoz, panoramski letovi i sl.
- Domaći zračni promet je promet koji se obavlja u zračnom prostoru Hrvatske.
- Međunarodni zračni promet je promet koji se obavlja u zračnom prostoru iznad teritorija dviju ili više država.
- Poseban zračni promet u koji spada zračni promet koji nije uključen u javni zračni promet.

## Vanjske poveznice
- Zračni promet Hrvatska tehnička enciklopedija, portal hrvatske tehničke baštine. LZMK